# Gerhard Berger
Gerhard Berger (n. 27 august 1959, Wörgl, Tirol, Austria) este un fost pilot austriac de Formula 1.

## Cariera în Formula 1
| Sezon | Echipă                      | Număr puncte | Loc clasament general |
| ----- | --------------------------- | ------------ | --------------------- |
| 1984  | Team ATS                    | 0            | -                     |
| 1985  | Barclay Arrows BMW          | 3            | 20                    |
| 1986  | Benetton Formula Ltd        | 17           | 7                     |
| 1987  | Scuderia Ferrari SpA SEFAC  | 36           | 5                     |
| 1988  | Scuderia Ferrari SpA SEFAC  | 41           | 3                     |
| 1989  | Scuderia Ferrari SpA SEFAC  | 21           | 7                     |
| 1990  | Honda Marlboro McLaren      | 43           | 4                     |
| 1991  | Honda Marlboro McLaren      | 43           | 4                     |
| 1992  | Honda Marlboro McLaren      | 49           | 5                     |
| 1993  | Scuderia Ferrari            | 12           | 8                     |
| 1994  | Scuderia Ferrari            | 41           | 3                     |
| 1995  | Scuderia Ferrari            | 31           | 6                     |
| 1996  | Mild Seven Benetton Renault | 21           | 6                     |
| 1997  | Mild Seven Benetton Renault | 27           | 5                     |